# Automonteur

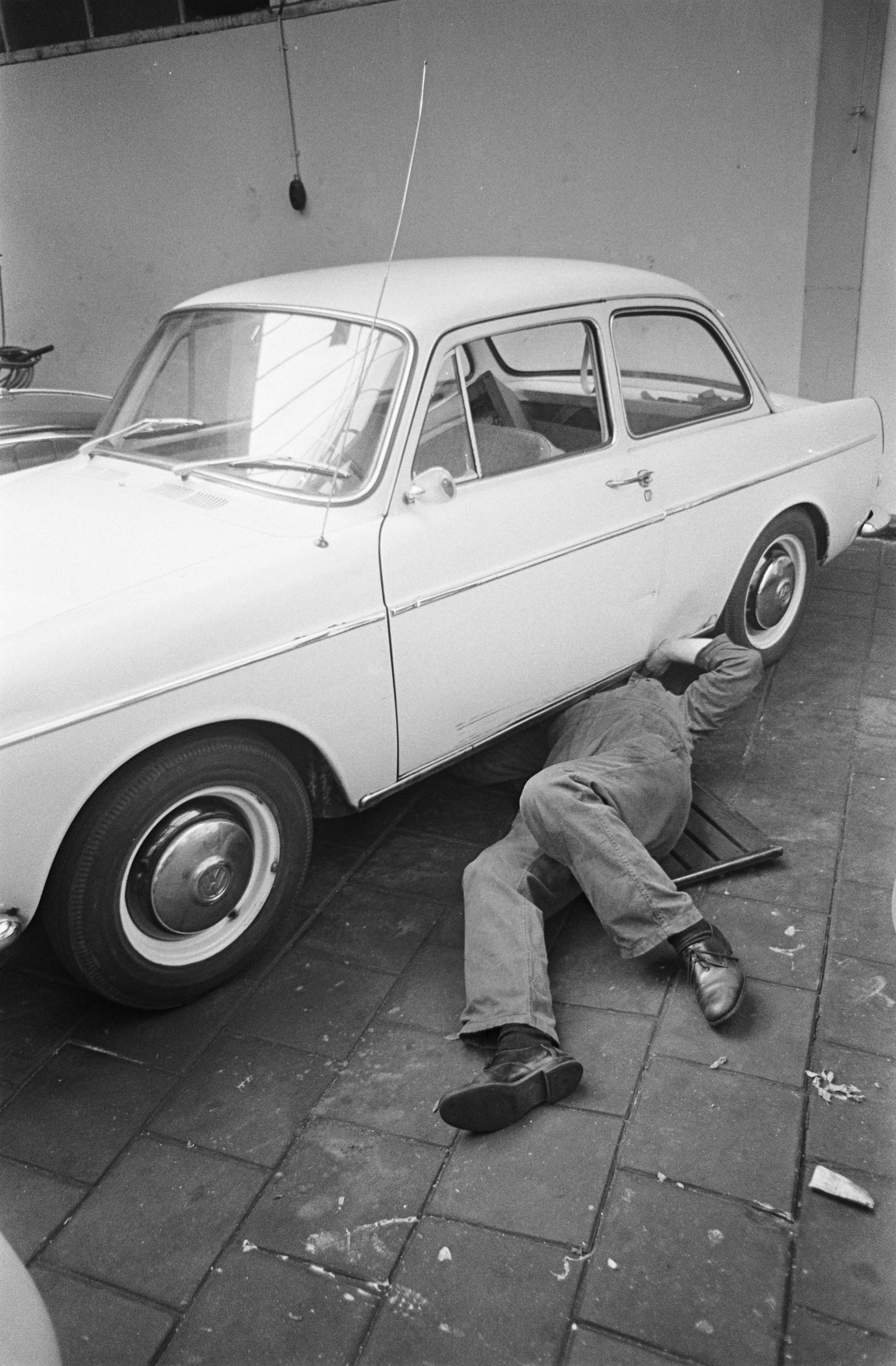
Automonteur aan het werk onder een auto (jaren zestig)

Een automonteur  of automechanieker is een technisch geschoold persoon die beroepshalve reparaties verricht aan en onderhoud doet van auto's, meestal in loondienst van bijvoorbeeld een autodealer met een garage, maar ook van gespecialiseerde autoreparatiecentra.
Een automonteur kan veel in het veld leren, maar kan ook specialistisch worden opgeleid in het vak autotechniek.